# Álex Remiro
Alejandro Remiro Gargallo, meglio noto come Álex Remiro (Cascante, 24 marzo 1995), è un calciatore spagnolo, portiere della Real Sociedad e della nazionale spagnola, con cui si è laureato campione d'Europa nel 2024.

## Carriera

### Club
Álex Remiro è cresciuto nelle giovanili dell’Athletic Club, uno dei club più rappresentativi del calcio basco, entrando a far parte del vivaio nel 2009. Dopo aver completato il percorso giovanile, ha debuttato tra i professionisti nella stagione 2013-2014 con il CD Basconia, squadra affiliata all’Athletic e attiva nella Tercera División.

#### Bilbao Athletic
Nella stagione successiva è stato promosso al Bilbao Athletic, la squadra riserve del club, militante in Segunda División B. Contribuì in modo significativo alla promozione del club in Segunda División nel 2015, e rimase con la squadra anche nella stagione successiva, maturando esperienza nel calcio professionistico.

#### Prima squadra dell’Athletic Bilbao e prestiti
Nel 2016 viene promosso nella prima squadra dell’Athletic Bilbao, ma a causa della concorrenza con portieri più esperti come Kepa Arrizabalaga e Gorka Iraizoz, è stato quindi ceduto in prestito al Levante UD per la stagione 2016-2017. Con il Levante ha disputato quattro partite prima di essere richiamato dall’Athletic nel gennaio 2017, a seguito dell’infortunio del portiere titolare Kepa Arrizabalaga.
Nell'estate del 2017 viene ceduto in prestito all’SD Huesca per la stagione 2017-2018, in Segunda División, dove si mette in mostra con ottime prestazioni e 41 presenze complessive.
Dopo il prestito all’Huesca, Remiro è tornato all’Athletic Bilbao per la stagione 2018-2019. Tuttavia, non ha disputato alcuna partita ufficiale con la prima squadra durante quella stagione.

#### Real Sociedad
Nel luglio 2019, Remiro si è trasferito a parametro zero alla Real Sociedad, firmando un contratto pluriennale. Alla Real si è affermato rapidamente come titolare, contribuendo in modo decisivo ai buoni risultati del club in campionato e in Europa. Nella stagione 2019-2020 è stato tra i protagonisti della squadra che ha vinto la Copa del Rey (la finale, rinviata per la pandemia, è stata disputata nell'aprile 2021), battendo proprio l’Athletic Bilbao. Negli anni successivi ha continuato a difendere i pali della Real Sociedad, consolidando il suo ruolo da titolare e guadagnandosi anche le prime convocazioni in nazionale

### Nazionale
Il 10 novembre 2023 viene convocato per la prima volta in nazionale maggiore, con cui ha esordito il 22 marzo 2024 nell'amichevole persa contro la Colombia (1-0).

## Palmarès

### Club

#### Competizioni nazionali
- Coppa di Spagna: 1

Real Sociedad: 2019-2020

### Nazionale
- Campionato d'Europa: 1

Germania 2024

## Statistiche

### Cronologia presenze e reti in nazionale
| Cronologia completa delle presenze e delle reti in nazionale ― Spagna | Cronologia completa delle presenze e delle reti in nazionale ― Spagna | Cronologia completa delle presenze e delle reti in nazionale ― Spagna | Cronologia completa delle presenze e delle reti in nazionale ― Spagna | Cronologia completa delle presenze e delle reti in nazionale ― Spagna | Cronologia completa delle presenze e delle reti in nazionale ― Spagna | Cronologia completa delle presenze e delle reti in nazionale ― Spagna | Cronologia completa delle presenze e delle reti in nazionale ― Spagna |
| Data                                                                  | Città                                                                 | In casa                                                               | Risultato                                                             | Ospiti                                                                | Competizione                                                          | Reti                                                                  | Note                                                                  |
| --------------------------------------------------------------------- | --------------------------------------------------------------------- | --------------------------------------------------------------------- | --------------------------------------------------------------------- | --------------------------------------------------------------------- | --------------------------------------------------------------------- | --------------------------------------------------------------------- | --------------------------------------------------------------------- |
| 22-3-2024                                                             | Londra                                                                | Spagna                                                                | 0 – 1                                                                 | Colombia                                                              | Amichevole                                                            | -1                                                                    | 46’                                                                   |
| 18-11-2024                                                            | Santa Cruz de Tenerife                                                | Spagna                                                                | 3 – 2                                                                 | Svizzera                                                              | UEFA Nations League 2024-2025 - 1º turno                              | -                                                                     | 46’                                                                   |
| Totale                                                                |                                                                       | Presenze                                                              | 2                                                                     |                                                                       | Reti                                                                  | -1                                                                    |                                                                       |